# Ralph Becker
Ralph Elihu Becker Jr., né le 30 mai 1952, est un homme politique américain. Il est le maire de la ville de Salt Lake City en Utah de 2008 à 2016.